# Сказка о потерянном времени (фильм)
«Ска́зка о поте́рянном вре́мени» — советский художественный фильм с совмещением живых актёров и анимации, поставленный в 1964 году режиссёром Александром Птушко по мотивам одноимённой сказки Евгения Шварца.

## Сюжет
Главный герой, третьеклассник Петя Зубов, вначале показан лентяем, теряющим время зря. Проснувшись утром, он, прежде чем отправиться в школу, решает погулять по городу, не боясь опоздать. А в это время четыре злых волшебника, главная цель жизни которых — делать людям пакости, осознают, что уже постарели и не могут заниматься своим делом так, как прежде. Они решают вернуть себе молодость. Для этого достаточно найти нескольких юных лентяев, собрать бездарно растраченное ими время, сделать с ним лепёшки и съесть их.
Волшебники отправились на поиски. Им удалось найти детей, теряющих время зря (среди них был и Петя Зубов), и собрать их потерянное время в мешки. Затем волшебники из муки, в которую добавили собранное время, сделали лепёшки. Однако они съели больше, чем надо, в результате чего превратились в детей. А дети после этого мгновенно постарели. Только, придя в школу, Петя Зубов видит, что постарел. Однако он думает, что просто ещё спит. Подумав об этом, он решает пока не просыпаться. Повидав свой класс и представившись при этом своим собственным дедушкой, главный герой вновь отправляется в город, где пробует себя в разных взрослых ролях, которые оканчиваются для него неудачей из-за того, что он ничего не умеет.
В конце концов он решает проснуться, но осознаёт, что не может этого сделать. Петя в печали. Выясняется, что его не может узнать даже собственная мама. Только его пёс Дружок пришёл к нему. Из-за отсутствия денег Петя решает отправиться вместе со своим псом в лес, где не ступала нога человека. Таким образом он попадает в Волшебный лес, где живут злые волшебники. Дойдя до их жилища, Петя никого не застаёт дома. Войдя в пустой дом, он разговаривает с волшебной кукушкой на настенных часах и поит её водой (чего волшебники никогда не делали). Кукушка соглашается помочь Пете вернуться в прежнее состояние и объясняет ему, что для этого нужно лишь повернуть часовую стрелку на часах волшебников на три круга назад, сказав при этом заклинание. Заклятие будет снято, а волшебники исчезнут. Это нужно сделать до захода солнца, после этого снять заклинание будет невозможно. Но Петя узнаёт от кукушки и о том, что в городе есть ещё две девочки и один мальчик, превращённые в стариков, и если Петя повернёт стрелку без их присутствия, то только он превратится обратно в ребёнка, а они навсегда останутся стариками. Петя решает сначала найти своих «товарищей по несчастью», а потом снять заклинание.
Пока волшебники делали пакости среди детей своего возраста, Петя при помощи Дружка разыскивал превращённых ребят. Его поиски увенчались успехом. Одновременно волшебники поняли, что их заклинание раскрылось, и заторопились домой, пытаясь обогнать «стариков» и спрятать часы. Завязывается погоня. К дому волшебников все прибыли практически одновременно. Но Петя и остальные заколдованные дети всё же смогли снять заклятие и снова стать детьми, а волшебники исчезли.
После исчезновения волшебников, кукушка из деревянной превращается в настоящую, вылетает из часов и на прощание даёт ребятам урок: «Делу — время, потехе — час».

## В фильме снимались

### Заколдованные дети
- Григорий Плоткин — Петя Зубов (озвучивание — Мария Виноградова)
  - Олег Анофриев — Постаревший Петя Зубов
- Вера Волкова — Маруся Морозова
  - Людмила Шагалова — Постаревшая Маруся Морозова
- Лида Константинова — Надя
  - Рина Зелёная — Постаревшая Надя
- Михаил Кулаев — Вася
  - Савелий Крамаров — Постаревший Вася

### Злые волшебники
- Сергей Мартинсон — Прокофий Прокофьевич
  - Евгений Соколов — Помолодевший Прокофий Прокофьевич
- Георгий Вицин — Андрей Андреевич
  - Сергей Карпоносов — Помолодевший Андрей Андреевич
- Ирина Мурзаева — Анна Ивановна
  - Зинаида Кукушкина — Помолодевшая Анна Ивановна
- Валентина Телегина — Авдотья Петровна
  - Татьяна Донценко — Помолодевшая Авдотья Петровна

#### В остальных ролях
- Юрий Чекулаев ― шофёр «УАЗ-Головастика»
- Вадим Грачёв ― Маслюченко, сержант милиции
- Евгений Моргунов ― владелец «Москвича»
- Григорий Шпигель ― врач скорой помощи / покупатель яблок в шляпе
- Ева Синельникова ― Кукушечка, озвучивание

#### В эпизодах
- Нина Гребешкова ― Марья Сергеевна, учительница 3-Б
- Маргарита Жарова ― продавщица пирожков
- Муза Крепкогорская ― мама Пети
- Александра Панова ― старушка с авоськой
- Варвара Рябцева ― заведующая отделом в журнале «Мурзилка»
- Зоя Фёдорова ― тётя Наташа, гардеробщица в школе
- Зоя Василькова ― Лиза, продавщица яблок (в титрах ― З. Чекулаева)
- Сергей Ромоданов ― дед на скамейке с газетой
- Иван Рыжов ― Петрович, прораб
- Николай Юдин ― рыболов
- Ян Янакиев ― Иван Гургенович, сосед Пети (в титрах К. Янакиев)
- Марина Кузнецова ― Зина Кутяпина
- Женя Елисеев ― Коля Макаров, одноклассник Пети

## Съёмочная группа
- Сценарий и тексты песен: Владимир Лифшиц
- Режиссёр: Александр Птушко
- Главный оператор: Самуил Рубашкин
- Художник: Артур Бергер
- Художник по костюмам: Ольга Кручинина
- Композитор: Игорь Морозов
- Мультипликаторы: Николай Фёдоров, Мария Рудаченко

## Создание фильма
В январе 1961 года экранизация «Сказки о потерянном времени» была поручена режиссёру Тамаре Лисициан: ей была начата разработка режиссёрского сценария, подобраны актёры. Однако Генеральный директор «Мосфильма» В. Н. Сурин, имея личные счеты с Тамарой Лисициан, так и не позволил запустить картину в подготовительный период, организовав перевод режиссера на другие проекты. В 1962 году кинофильм «Сказка о потерянном времени» был вновь запланирован к постановке, и режиссером-постановщиком на этот раз был утверждён Птушко.
«Сказка о потерянном времени» — единственный фильм Александра Птушко, снятый на современном материале. В этом фильме снялся пёс Дружок, который затем играл и в фильме «Морозко».

## Видео
В 1990 году фильм выпущен кинообъединением «Крупный план» на видеокассетах.